# برونو جيوردانو (سياسي)
برونو جيوردانو هو سياسي إيطالي، ولد في 7 يونيو 1954 في أوستا في إيطاليا. نشط حزبياً في اتحاد فالدوستان ‏. وقد انتخب mayor of Aosta ‏ (24 مايو 2010 – 11 مايو 2015).